# Xã Perry, Quận Allen, Indiana
Xã Perry (tiếng Anh: Perry Township) là một xã thuộc quận Allen, tiểu bang Indiana, Hoa Kỳ. Năm 2010, dân số của xã này là 29.158 người.